# Torre del Gall
La Torre del Gall está situada en la avenida de Sant Andreu número 25 en la partida rural de La Foia, en Elche (Alicante), Comunidad Valenciana. Es un edificio residencial de estilo modernista valenciano construido en el año 1928.

## Edificio
Es uno de los edificios de estilo modernista valenciano más destacados de Elche y es el elemento más representativo de la La Foia de Elche. 
El edificio fue construido a instancias de Ramón Campello Martínez, un indiano que había emigrado a Cuba, a su vuelta de América.
Su estilo formal es el modernismo valenciano tardío con claras influencias neomudéjares. Consta de planta baja y dos alturas. Está rematado por dos torres, la más alta de ellas posee un mirador. Así mismo la torre más alta está ornamenentada con azulejos de motivos vegetales. El edificio se encuentra rematado por una veleta con la figura de un gallo. Por este motivo, tanto la casa como su propietario adquirieron la denominación popular en valenciano de el Gall. La construcción está rodeada de jardines, actualmente de propiedad municipal. 
En la guerra civil española Ramón Campello "el Gall" fue considerado como desafecto a la República y regresó de nuevo a Cuba. El edificio fue adquirido por el ayuntamiento de Elche a los descendientes de su propietario original y fue restaurado en el año 2006. Actualmente alberga un centro social de la partida rural gestionado por el ayuntamiento.